# Вюстенрот
Вюстенрот (нім. Wüstenrot) — громада в Німеччині, знаходиться в землі Баден-Вюртемберг. Підпорядковується адміністративному округу Штутгарт. Входить до складу району Гайльбронн.
Площа — 30,02 км2. Населення становить 6774 ос. (станом на 31 грудня 2020).